# Groupe Bodet
Le Groupe Bodet est une entreprise d'horlogerie française fondée en 1868.

## Histoire

### Origines
En 1868, Paul Bodet, installe sa première horloge dans le clocher de l'église de Trémentines. À la suite de cette première réalisation, le menuisier étend son activité à la réalisation de clochers dans l'Ouest de la France et crée l'entreprise Bodet. Se succèdent ensuite à la tête de l'entreprise, Emmanuel Bodet et Pierre Bodet. Avec l'arrivée de l'électronique et du quartz, Pierre Bodet lance aussi l'horlogerie industrielle et le chronométrage sportif pour les salles de sport et les stades.

### Du premier atelier au groupe international
Le premier atelier se situe à Trémentines au cœur du bassin choletais, devenant jusqu'en 2018 le siège social de l'entreprise.
Lorsqu'il entre dans l'entreprise en 1970, Jean-Pierre Bodet parcourt le monde afin de faire connaître les produits et crée un réseau de distributeurs dans plusieurs pays. L'avènement de la micro-informatique l'incite à se lancer dans l'édition de logiciels de gestion du temps dans les années 1980. En quelques années, la société familiale s'impose parmi les acteurs importants du marché.
Les années 2000 marquent l'arrivée de Pascal et Sylvain Bodet, fils de Jean-Pierre Bodet, au sein de l'entreprise. En 2016, Bodet vend ses produits, fabriqués en France, dans plus de 110 pays grâce à cinq filiales situées en Europe et à un réseau de 300 agents et distributeurs dans le monde.
En 2018 Bodet fête ses 150 ans.
En 2019, afin de commémorer ses 150 ans, le groupe Bodet dévoile une collection de 600 montres baptisées B480. Inspirés de deux horloges historiques du groupe, ces gardes temps en éditions limitées sont mécaniques automatiques et fabriqués en France.

## Implantations
- Le siège social du groupe Bodet initialement situé à Trémentines, est implanté à Cholet le 13 juillet 2018[12].
- Kelio — gestion des temps, système d'information de gestion des ressources humaines (SIRH) et contrôle d'accès — est située à Cholet.
- Bodet Campanaire — horlogerie d'édifice, restauration de cloches et équipement du clocher — est située à Trémentines.
- Bodet Time & Sport — horloges, distribution horaire et systèmes audio, affichage sportif et vidéo — est située à Trémentines.
- Bodet est présent en Europe par le biais de six filiales en Belgique, en Espagne, aux Pays-Bas, au Royaume-Uni, en Suisse, en Allemagne et dans les territoires d'Outre-Mer.

En 2023, l'effectif est de plus de 1 070 collaborateurs dans le monde entier pour un chiffre d'affaires de 136 millions d’euros[réf. nécessaire].

## Sponsoring et partenariats
Bodet est membre du club d'entreprises à la Fondation du patrimoine du Maine-et-Loire. Bodet est également membre du groupement des installateurs d'horlogerie d'édifices et d'équipements campanaires (GIHEC).
En 1993, la Société nationale des chemins de fer français (SNCF) choisit Bodet Time pour équiper les gares françaises et fait installer l'horloge "Profil TGV", créée pour l'occasion
Dans le domaine du sport, Bodet est partenaire de la Fédération internationale de basket-ball (FIBA) et de la Fédération française de basket-ball (FFBB). Depuis 2000, l'entreprise est sponsor de Cholet Basket. Lors de deux saisons (2015-2016 et 2016-2017), Bodet a été partenaire majeur d'Angers SCO en ligue 1 de football.
En 2016, Bodet devient mécène de la chaire de ressources humaines de l'Université catholique de l'Ouest (UCO).

## Galerie

Différentes horloges Bodet
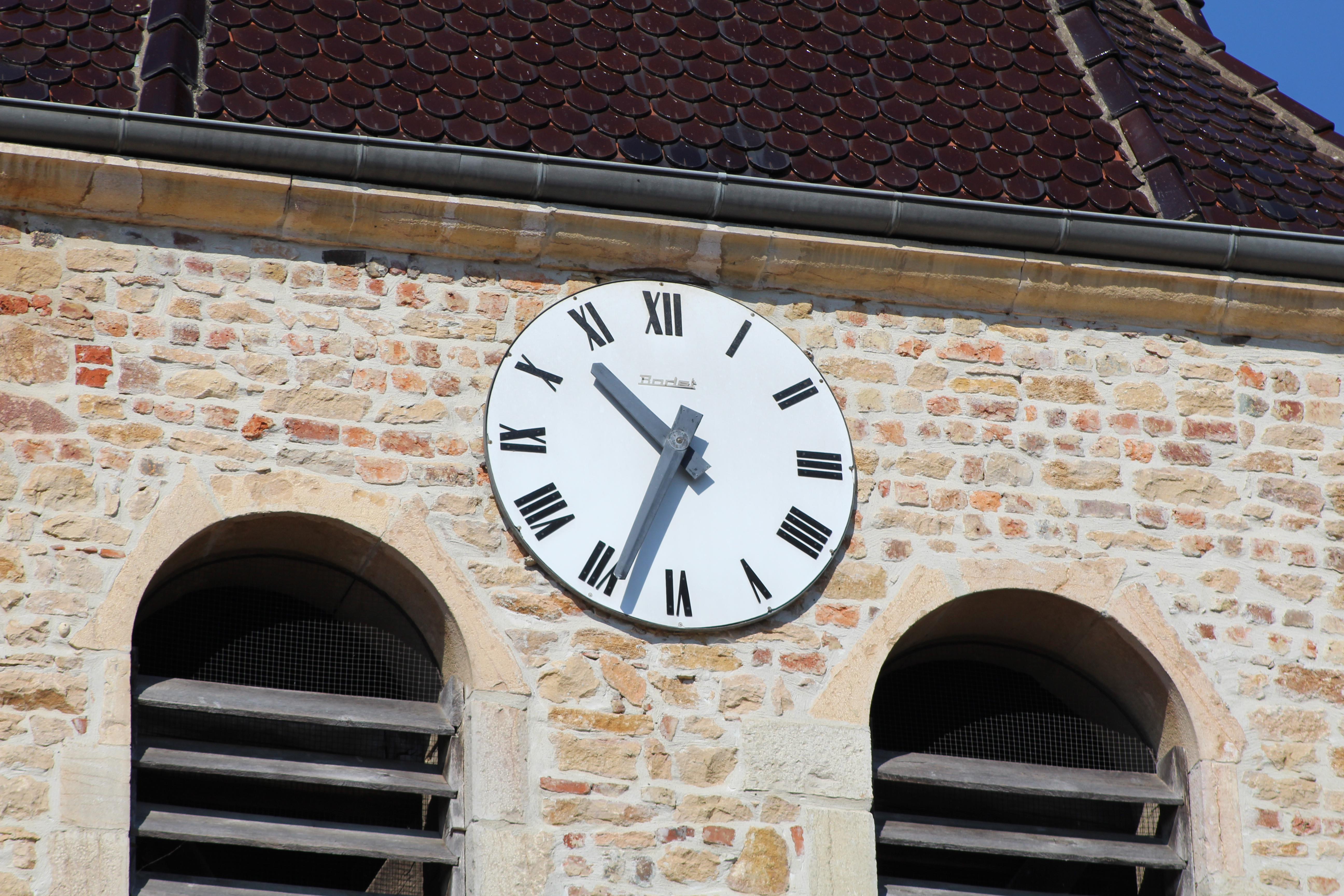
Horloge Bodet sur le clocher de l'église Saint-Didier de Saint-Didier-d'Aussiat.
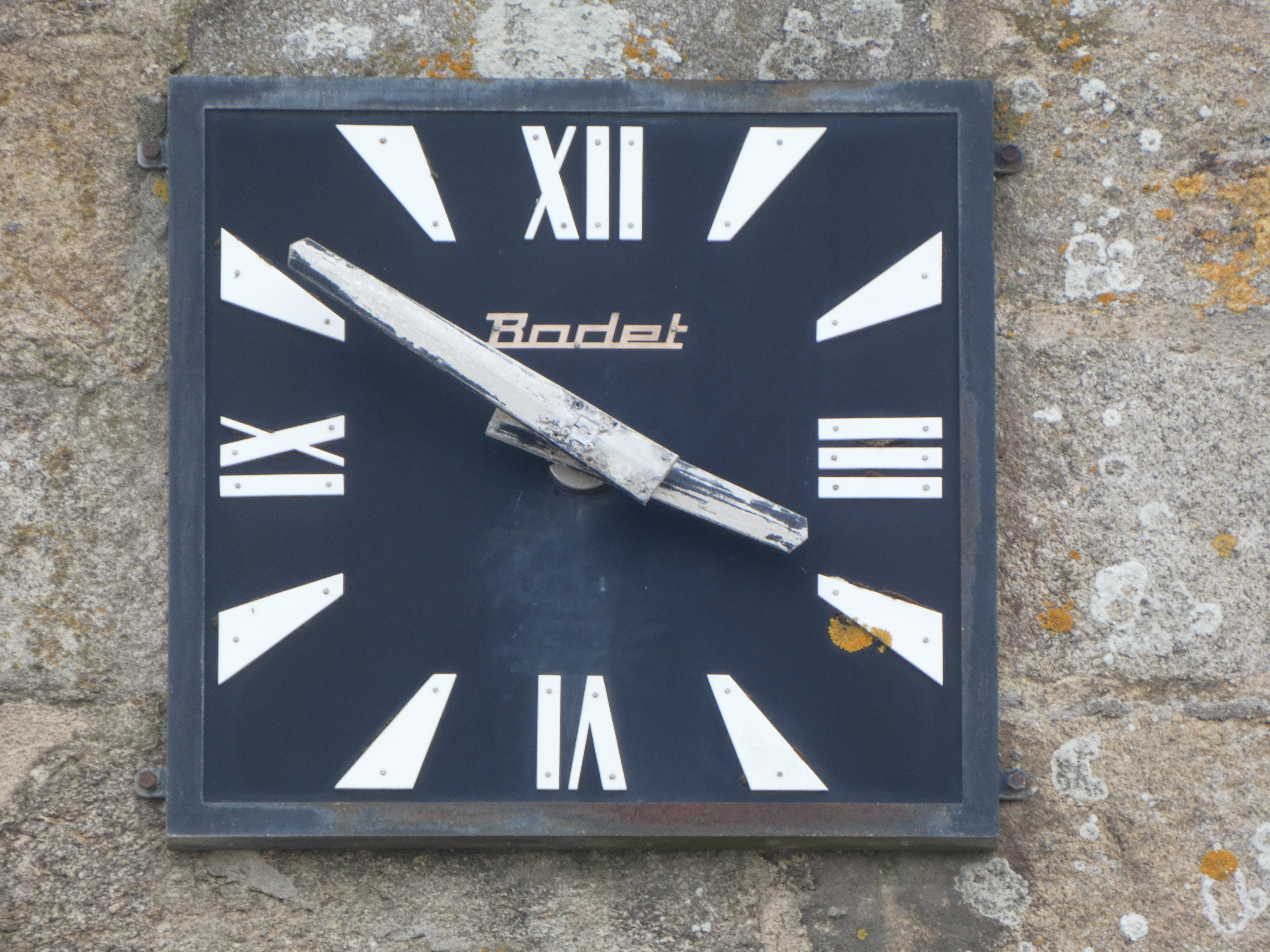
Horloge fixée sur la façade nord du clocher de l'église Saint-Étienne de Kersaint-Plabennec.
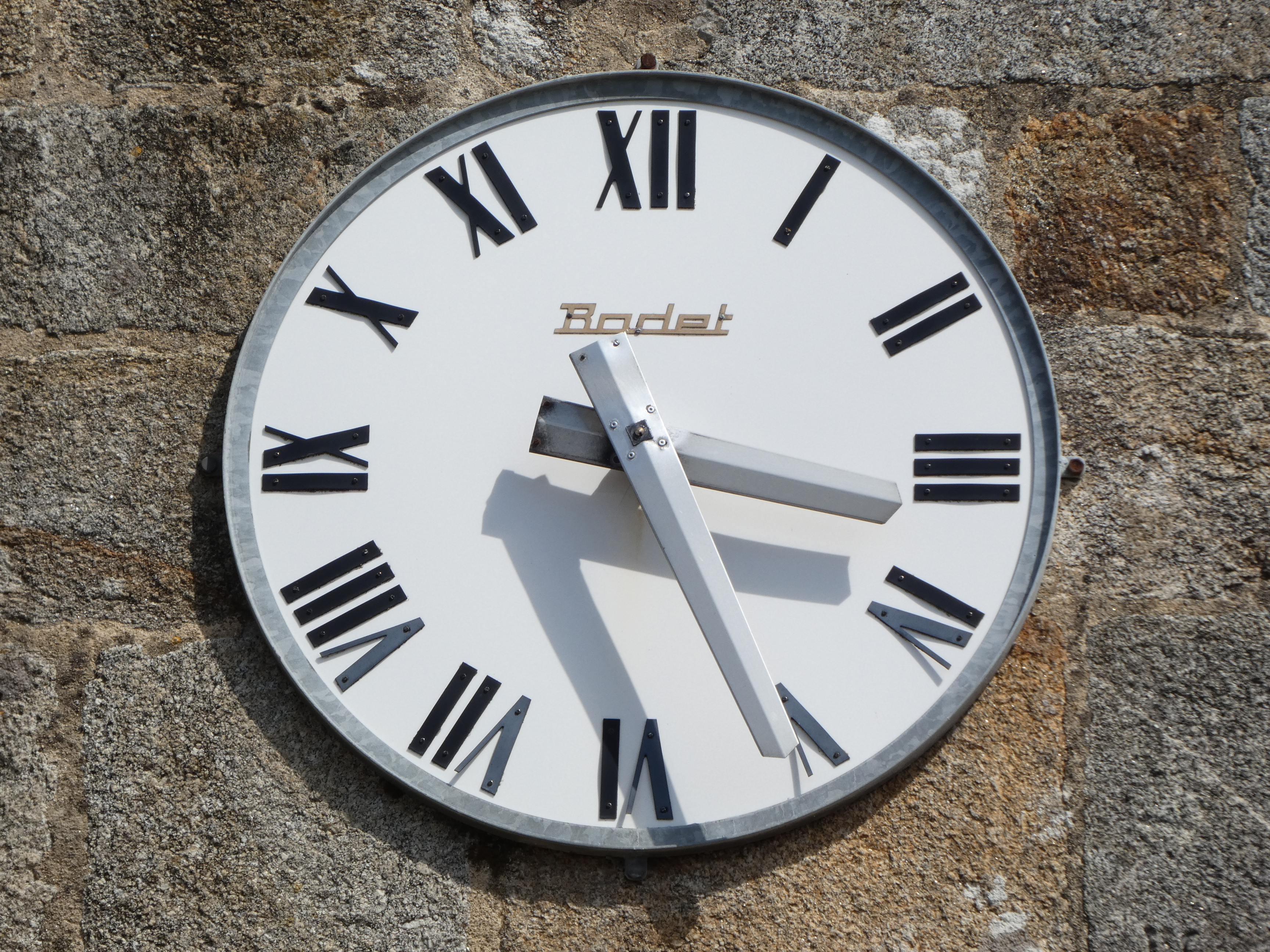
Horloge sur le clocher de l'église Saint-Drien du Drennec.
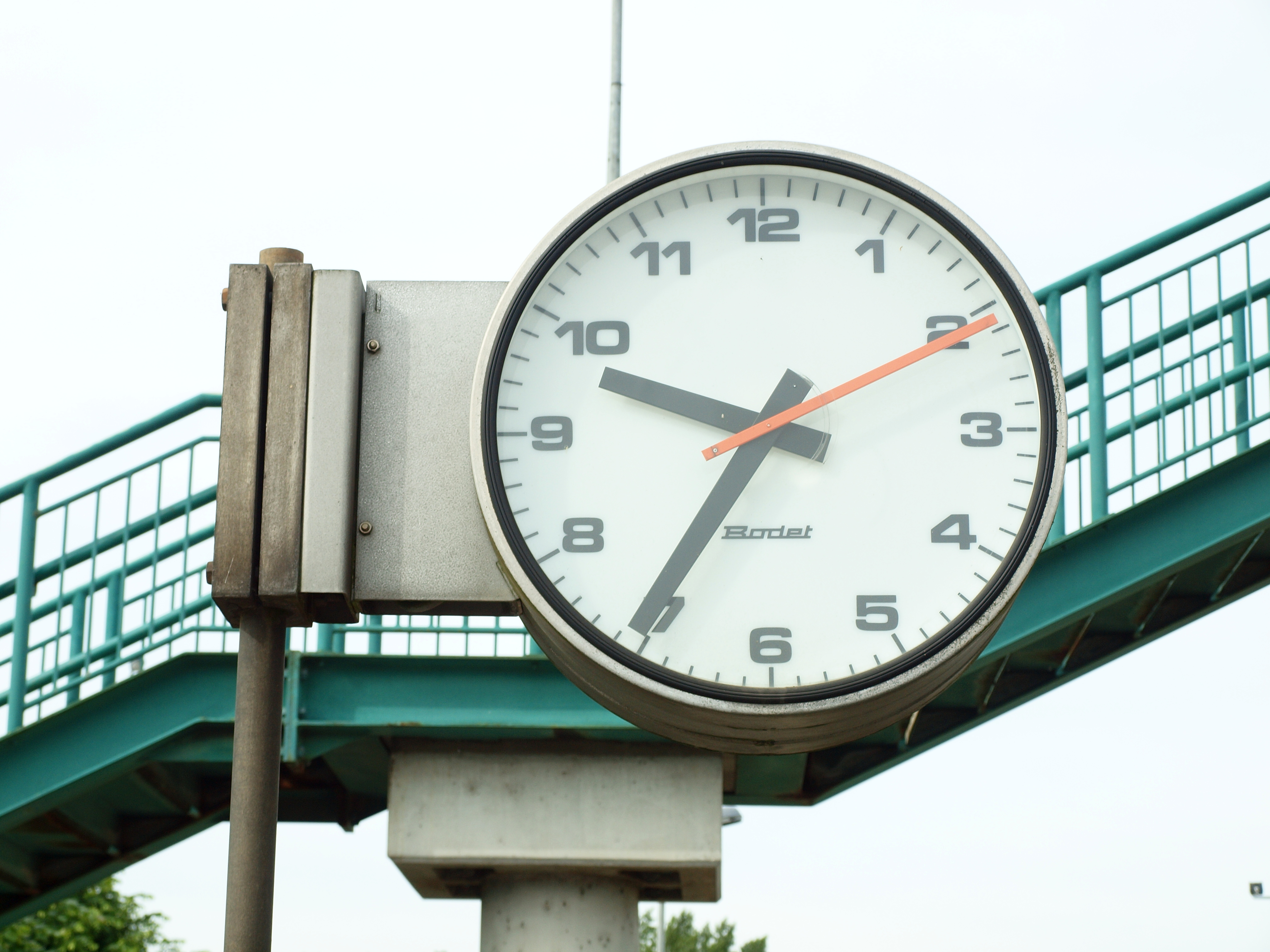
Horloge Bodet en gare de Nogent-sur-Seine.
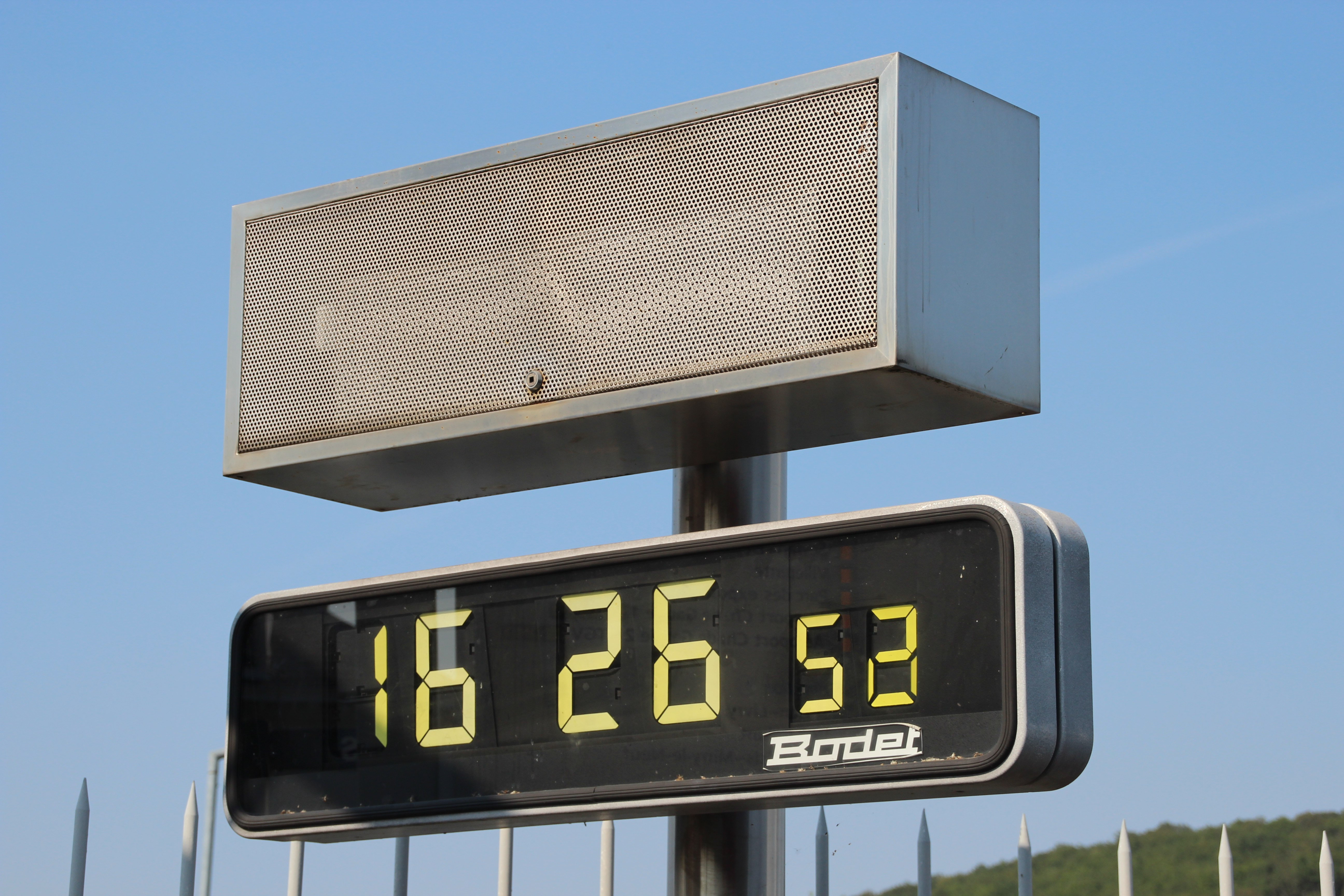
Horloge numérique sur le quai de la gare de Saint-Rémy-lès-Chevreuse.
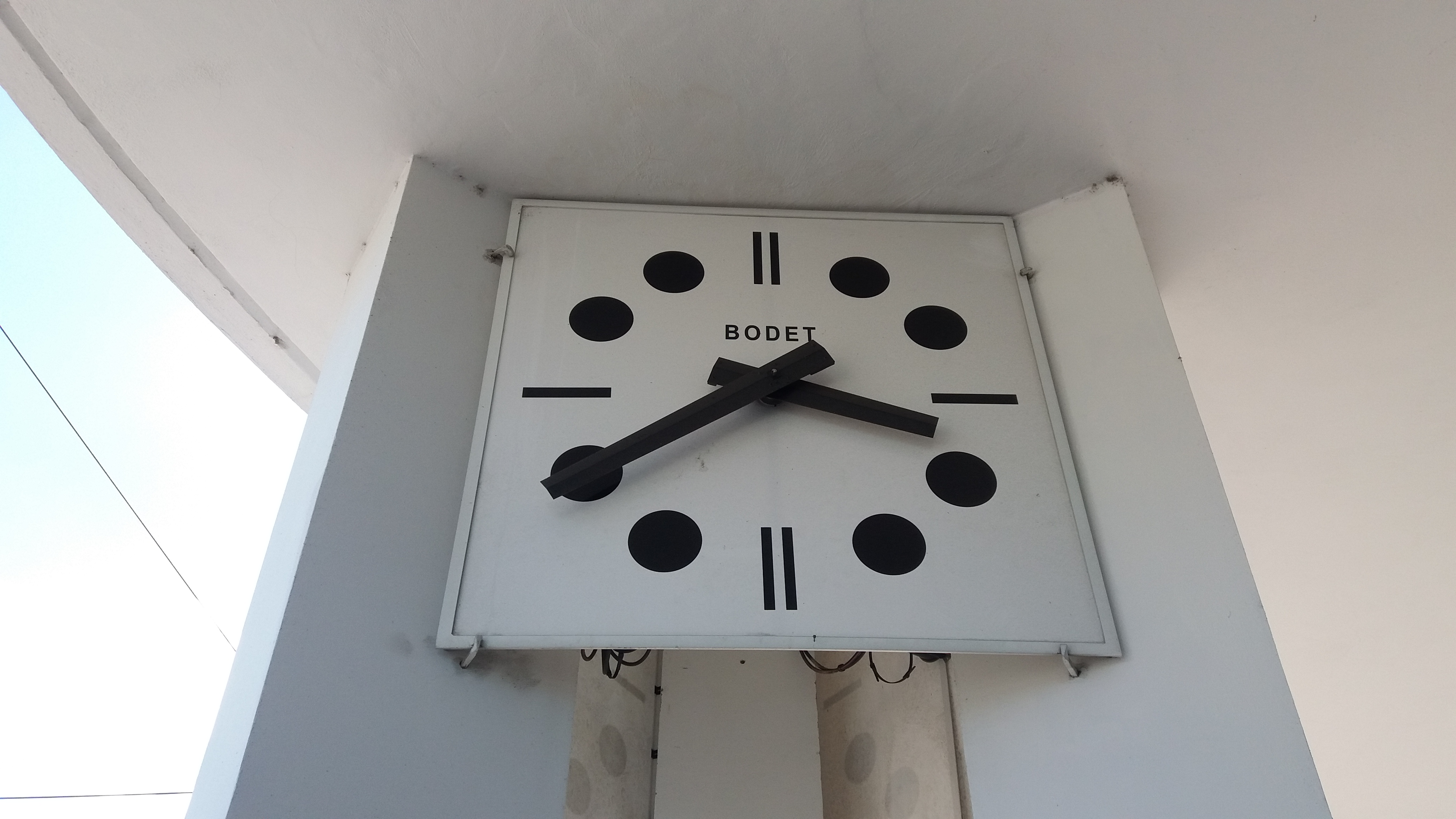
Horloge installée boulevard des Tchécoslovaques dans le 7e arrondissement de Lyon.
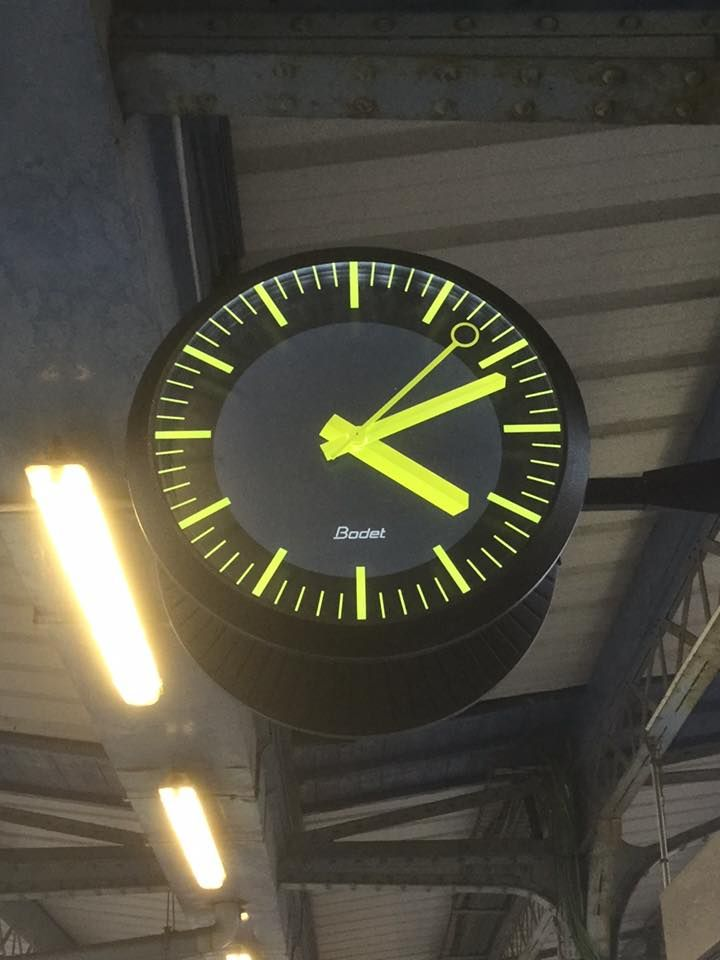
Horloge "Profil TGV" équipant les gares SNCF.